# Abtei Tihany

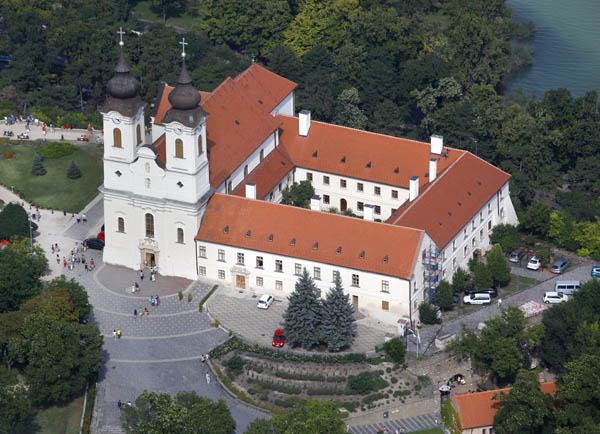
Blick auf den Klosterkomplex

Das Kloster Tihany (historisch Abtei Tihany, ungarisch Tihanyi apátság, ˈtihɒɲ) ist eines der bedeutendsten historischen Baudenkmäler in Ungarn. Es befindet sich auf der Halbinsel Tihany am Balaton und wurde 1055 gegründet. Heute ist es ein Priorat der Benediktiner.

## Geschichte

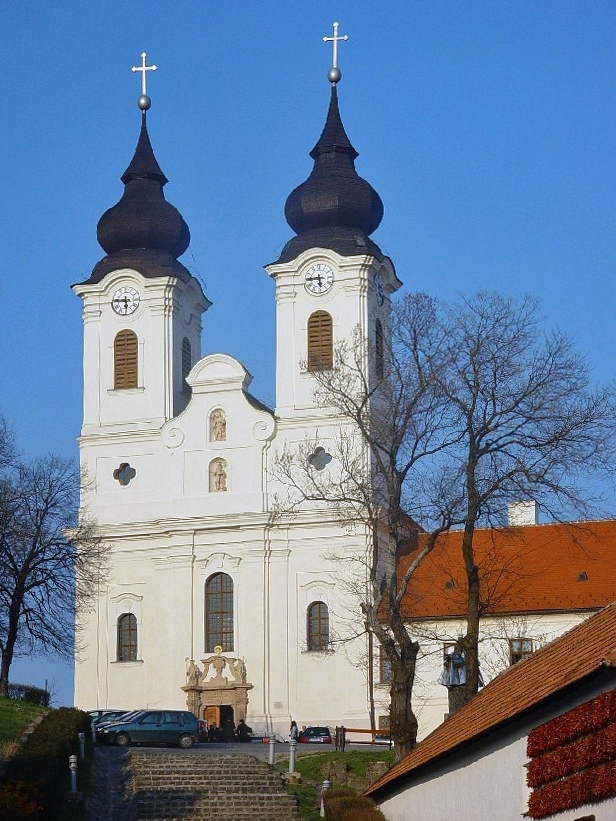
Klosterkirche

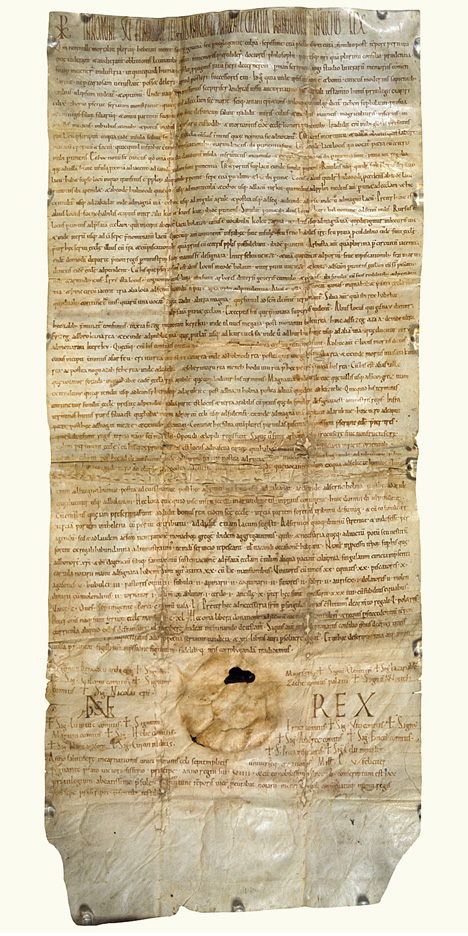
Gründungsurkunde von 1055

Das Kloster wurde im Jahre 1055 von Andreas I. gegründet. Die Gründungsurkunde ist das älteste erhaltene Dokument in Ungarn. Das zur Festung umgebaute Kloster widerstand einer Eroberung durch die Türken.
1786 wurde es durch Kaiser Joseph II. geschlossen und 1802 wieder neu eröffnet.
1921 wurde der letzte ungarische König Karl IV. nach einem gescheiterten Restaurationsversuch für kurze Zeit hier interniert. 1950 wurde die Abtei geschlossen. 1990 wurde der Gebäudekomplex wieder den Benediktinern übergeben und wird seitdem von Mönchen bewohnt. Seit 2012 ist es ein eigenständiges Priorat der Ungarischen Benediktinerkongregation mit neun Mönchen, die dabei nicht nur religiöse, sondern auch kulturelle Aufgaben übernehmen.

## Kirche

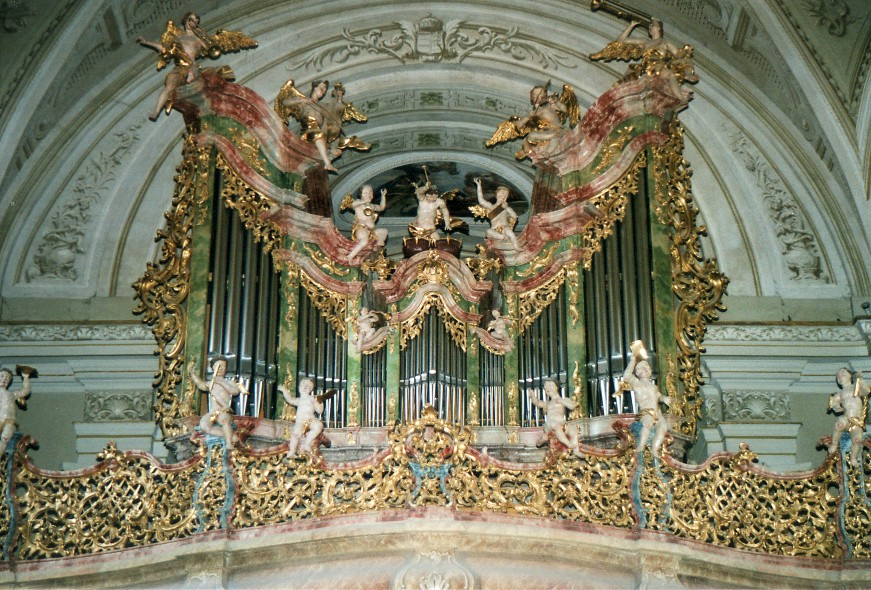
Orgel

Die Klosterkirche St. Maria und Anianus wurde von 1740 bis 1754 unter Abt Ágoston Lécs an Stelle eines romanischen Vorgängerbaus neu gebaut. Sie ist barock ausgestattet. Das Hauptaltarbild zeigt den heiligen Anianus. Die Barockschnitzereien am Altar, der Kanzel und der Orgel sind von Sebastian Stuhlhoff und gehören zu den schönsten in Ungarn. Die Deckenfresken  wurden von Karl Lotz und weiteren Künstlern 1898 gemalt.
Die Orgel wurde 1993 von Aquincum Orgelbau neu gebaut mit einer barocken Disposition, teilweise angelehnt an die Silbermann-Orgel in Großhartmannsdorf. Der Prospekt ist von 1765.
In der romanischen Krypta sind die Begräbnisstätten von König Andreas I. und seiner Familie zu besichtigen, als einzige erhaltene Grabdenkmäler mittelalterlicher Könige in Ungarn.
Der Doppelturm von 1752 steht auf dem höchsten Punkt der Halbinsel und ist weithin sichtbar.
Im Kloster gibt es in den Sommermonaten mehrere Ausstellungen. Eine Ausstellung besteht dabei immer aus den inneren Räumlichkeiten der Kirche. Die restliche Ausstellung wechselt saisonal.